# Stratolaunch Systems
Stratolaunch Systems Corporation est une entreprise américaine de transport spatial qui développe un nouveau système de lanceur aéroporté orbital. Son siège social est situé à Seattle, dans l'État de Washington,. Le projet a été officiellement annoncé en décembre 2011 par le cofondateur de Microsoft, Paul G. Allen, et le fondateur de Scaled Composites, Burt Rutan, qui avait déjà collaboré à la création de SpaceShipOne.
Le projet est un système de lancement mobile avec trois composants principaux : un avion porteur construit par Scaled Composites (appelé le Stratolaunch), un lanceur multi-étages d'une charge utile qui serait lancée à haute altitude depuis l'avion porteur, ainsi qu'un système d'accouplement et d'intégration conçu par Dynetics.
Le 13 avril 2019, le premier vol de l'avion a eu lieu.

## Histoire
Le projet a été lancé en 2010, presque un an avant l'annonce publique. Les coûts de développement devaient initialement s'élever à 300 millions de dollars en 2011. Dynetics a effectivement commencé à travailler au début de 2010 et comptait environ 40 employés travaillant sur le projet en décembre. Dynetics a été citée comme "responsable de l'ensemble de l'ingénierie, de l'intégration et des tests de systèmes, y compris l'aérodynamique, les charges et les interfaces". Il a été annoncé en 2011 que SpaceX travaillait déjà sur la conception de la fusée, le Falcon 9 Air.
La collaboration avec SpaceX s’était terminée en 2012. Dans une interview de 2015, l'ancien président Chuck Beames (2014-2016) expliquait : « SpaceX était un partenaire et, comme beaucoup de partenariats, il était simplement décidé qu'il était préférable de nous séparer - des ambitions différentes. Nous étions intéressés par leurs moteurs, mais Elon et son équipe, ils veulent aller sur Mars, et nous sommes juste dans un endroit différent, et je pense donc que c'était une séparation des manières qui étaient à l'amiable ».
L'avion porteur devait initialement effectuer son premier vol d'essai en 2015. En octobre 2013, le premier vol de l'avion porteur avait été repoussé au plus tôt à 2018, le premier vol de la fusée étant prévu au plus tôt en 2019.
En 2014, Stratolaunch a annoncé qu’il envisageait de multiples options de lanceurs pour diverses tailles de satellites et que certains travaux de développement du lanceur orbital avaient été ralentis pour se concentrer sur la réalisation de l’avion porteur.
En 2015, Stratolaunch Systems a été placé sous la supervision de la nouvelle société aérospatiale de Paul Allen, Vulcan Aerospace , une filiale de Vulcan, Inc.. Beames a déclaré :  « Vulcan Aerospace est la société au sein de Vulcan qui planifie et exécute des projets afin de changer la façon dont le monde conceptualise les voyages dans l’espace en réduisant les coûts et en offrant un accès à la demande. Vulcan Aerospace a hérité de SpaceShipOne et supervise le projet Stratolaunch Systems ». Plus tard dans l'année, en novembre, Gary Wentz  a quitté ses fonctions de président et chef de la direction de Stratolaunch Systems pour rejoindre United Launch Alliance afin de diriger les services de lancement habité pour ULA. Vulcan a mis fin à son contrat avec Orbital ATK à la mi-2015 et a indiqué qu'une décision concernant une nouvelle fusée pour le Stratolaunch Carrier Aircraft serait prise à la fin de l'année 2015.
En avril 2017, Stratolaunch a officiellement changé son nom de Vulcan Aerospace à Stratolaunch Systems Corporation.
En mai 2017, le Stratolaunch a été déployé pour la première fois afin de commencer les tests de ravitaillement, le premier de nombreux tests au sol.
En décembre 2017, le Stratolaunch a été déployé pour le premier test de roulage sur la piste de l'aéroport et port spatial de Mojave en Californie.
En janvier 2019, Stratolaunch a annoncé l’arrêt du développement de sa propre famille de lanceurs lancés par voie aérienne. Cette situation faisait suite au décès du fondateur de Stratolaunch, Paul Allen, en octobre 2018, qui avait été la source majeure de financement du programme de développement depuis sa création en 2011.
Le 13 avril 2019, le premier vol a été effectué.

## Avion porteur

Comparaison d'envergure de Stratolaunch avec d'autres grands avions

Allen et Rutan ont déclaré que le Stratolaunch aurait une envergure de 117 m, soit environ 6.1 m plus large que la longueur d'une Saturn V de l'époque Apollo et environ la moitié de la longueur des dirigeables de classe Hindenburg-class airship (en). Cela en ferait le plus gros avion, en envergure, à voler. Il pèsera plus de 540 000 kg avec son lanceur entièrement ravitaillé, et nécessitera une piste d'au moins 3 700 m de long. Il peut transporter plus de 230 000 kg de charge utile.
L'appareil sera propulsé par six moteurs à réaction Pratt & Whitney PW4000 (205–296 kN) issus de deux Boeing 747-400 usés, cannibalisés pour les moteurs, l'avionique, le poste de pilotage, le train d'atterrissage et d'autres systèmes éprouvés, afin de réduire les coûts de développement initiaux. Le transporteur est conçu pour avoir une autonomie de 2 200 km lors d’une mission de lancement.
En août 2015, le président de Vulcan Aerospace, Chuck Beames, a déclaré: "En 2016, nous ferons voler l'avion ... 80% est fabriqué maintenant ... environ 40% est assemblé ... nous devrions avoir terminé l'assemblage final à la fin de cette année ou au début de l'année prochaine. Au cours des prochaines années, nous effectuerons tous nos vols d'essai au départ de Mojave... De toute façon, l’armée de l’air a déjà mis en place un corridor aérien pour ce genre de choses, et nous survolerons le Pacifique ".
En l'occurrence, le premier avion porteur Stratolaunch n'a pas été remorqué depuis le bâtiment Stratolaunch Mojave pour commencer les essais au sol jusqu'en mai 2017, date à laquelle la société a suggéré de planifier une première "démonstration de lancement" en 2019.
En 2018, l'avion porteur Stratolaunch a effectué des essais de taxi à vitesse croissante à l'aéroport de Mojave,.
Le 9 janvier 2019, Stratolaunch a complété un test de roulage à 219 km/h, puis la compagnie a publié une photo du train d’atterrissage s'étant soulevé du sol pendant l'essai,.
Le vol inaugural avait lieu le samedi 13 avril 2019 : l'avion avait atteint une hauteur maximale de 4572 m.

## Lanceur

### Fusée
À l'origine, SpaceX était destiné à fournir une fusée à ergol liquide, mais sa collaboration avec SpaceX a été abandonnée à la fin de 2012.
En novembre 2012, Stratolaunch a retenu Orbital ATK pour un contrat d'étude pour développer et évaluer plusieurs configurations alternatives pour le véhicule devant être lancé à partir de l'avion porteur.
Début 2013, Orbital ATK était sous contrat pour le développement d'un lanceur spatial pour Stratolaunch, Pegasus II. Cette nouvelle fusée devait être capable de lancer 6 100 kg sur une orbite terrestre basse.
En mai 2014, il a été annoncé que la fusée à carburant solide Pegasus n'atteignait pas les objectifs économiques de conception et que Stratolaunch avait passé un contrat avec Aerojet Rocketdyne pour la construction du moteur à carburant double RL10C-1 destiné au lanceur.
En octobre 2016, il a été annoncé que Stratolaunch utiliserait de multiples fusées Pegasus XL.
Le 13 septembre 2017, il a été annoncé que Stratolaunch avait signé un accord avec la NASA afin de fournir des services de test destinés à soutenir la propulsion d'un véhicule. Il a été noté que Stratolaunch avait engagé Jeff Thornburg en tant que vice-président de la propulsion. Thornberg avait travaillé sur le moteur J-2X de la NASA et avait contribué au développement du moteur-fusée Raptor de SpaceX. Stratolaunch a donc décidé de suivre son propre chemin dans le développement d'un lanceur. L’accord conclu avec la NASA indiquait que Stratolaunch prévoyait de livrer le dispositif d’essai pour « l’essai 1 de l’article de test du système de propulsion » sur le banc d’essai Stennis E1 de la NASA d’ici à la fin du mois de mai 2018. La série d'essais devrait être achevée d'ici la fin de 2018.
Le 2 novembre 2018, Stratolaunch a terminé le premier test à feu vif du pré-brûleur de son moteur au centre spatial Stennis de la NASA,.
Tous les travaux de développement de Stratolaunch sur sa propre famille de lanceurs ont pris fin en janvier 2019, mais la société continue de planifier le lancement de la fusée Pegasus XL depuis l'avion porteur.

### Avions spatiaux

#### Dream Chaser
Peu de temps après avoir perdu l'appel d'offre Commercial Crew Development de la NASA, remporté par SpaceX et Boeing en septembre 2014, Sierra Nevada Corporation a annoncé la conceptualisation d'un système de lancement combinant une version réduite de son avion spatial Dream Chaser avec les avions Stratolaunch.
À la fin du mois de novembre 2014, Vulcan Aerospace a publié les résultats de l'architecture du lanceur SNC/Stratolaunch, qui indiquait qu'un Dream Chaser de taille réduite associé au système de lancement basé sur Stratolaunch pourrait fournir plusieurs capacités de mission uniques. Le système proposé aurait une portée sortante de 1900 km de l’aéroport de départ, ce qui permettrait de faire décoller quotidiennement un avion orbital pour un rendez-vous avec autre objet en orbite terrestre basse. Le véhicule de lancement de l’étude était une fusée ATK orbitale modifiée aéroporté d'environ 37 m de longueur. La charge utile d'un avion spatial habité serait une version à 75% du véhicule Dream Chaser proposé précédemment à la NASA - tout en maintenant la ligne de moulage relative 6,9 m de longueur avec une envergure de 5,5 m, pouvant transporter 2 à 3 membres d’équipage, ainsi que diverses charges utiles scientifiques et de recherche.

#### Black Ice
Un concept interne au Stratolaunch, l'avion spatial Black Ice a été révélé début 2018 en tant que charge utile possible pour le système Stratolaunch. Ce serait un avion fusée entièrement réutilisable de la taille de l’orbiteur de la navette spatiale américaine, et initialement non piloté, avec une variante habité future possible. Ce projet n'a pas abouti.

## Installations
En 2011, Stratolaunch Systems a signé un contrat de location d'une durée de 20 ans avec la Kern County Airport Authority, à Mojave, en Californie, pour la location de 81000 m² à l'Aéroport et port spatial de Mojave pour la construction d’installations de production et de lancement.
À partir de 2015, Stratolaunch a construit un hangar de fabrication de 8 200 m2 et un hangar d’assemblage d'environ 8 600 m2 situé près de Scaled Composites.
Le 31 mai 2017, le premier avion porteur Stratolaunch a été remorqué hors du bâtiment Stratolaunch Mojave pour commencer les essais au sol,.
Le 13 avril 2019, le Stratolauncher a survolé le ciel du désert de Mojave pour la première fois.